# (24639) Mukhametdinov
(24639) Mukhametdinov est un astéroïde de la ceinture principale.

## Description
(24639) Mukhametdinov est un astéroïde de la ceinture principale. Il fut découvert le 20 octobre 1982 à Naoutchnyï par Lioudmila Karatchkina. Il présente une orbite caractérisée par un demi-grand axe de 2,54 UA, une excentricité de 0,16 et une inclinaison de 8,1° par rapport à l'écliptique.

## Compléments